# Android
Android é um sistema operacional (SO) baseado no núcleo Linux, projetado principalmente para dispositivos eletrônicos móveis (como smartphones e tablets) com tela sensível ao toque ou interface de usuário baseada na manipulação direta; desenvolvido por um consórcio de desenvolvedores conhecido como Open Handset Alliance, sendo o principal colaborador o Google. Possui interface específica para aparelho televisivo (Android TV), carros (Android Auto) e relógios inteligentes (Wear OS). O sistema operacional utiliza-se da tela sensível ao toque para que o usuário possa manipular objetos virtuais, como o teclado virtual. Apesar do foco ser dispositivos com tela sensível ao toque, também é utilizado em consoles de videogames, câmeras digitais, computadores e outros dispositivos eletrônicos.
O Android é o sistema operacional móvel mais utilizado do mundo, e, em 2013, possuía a maior percentagem das vendas mundiais desse tipo de sistema. Dispositivos com o sistema Android vendem mais que eletrônicos com Windows, iOS e MacOS combinados, com vendas em 2012, 2013 e, 2014 perto da base de computadores do mundo. Em 2021, a loja de aplicativos Google Play Store possui mais de 2 milhões de aplicativos disponíveis. Uma pesquisa com programadores entre abril e maio de 2013 informa que 71% destes desenvolviam para o Android. Na conferência anual Google I/O de 2014, a companhia revelou que existem mais de 1 bilhão de usuários Android ativos. Em junho de 2013, este número era de 538 milhões. O maior número de usuários no mundo também reflete no número de ataques de hackers no sistema, com cerca de 5 mil novos malwares sendo criados todos os dias para usuários Android.
O código do sistema operacional é disponibilizado pelo Google sob licença de código aberto, apesar de a maior parte dos dispositivos ser lançada com uma combinação de software livre e software privado. Inicialmente foi desenvolvido pela empresa Android, Inc., a qual o Google ajudou com suporte financeiramente. Foi adquirida pelo Google em 2005 e revelado em 2007 junto com a fundação da Open Handset Alliance — consórcio entre empresas de hardware, software e, telecomunicações com o intuito de desenvolver a indústria de dispositivos móveis.
O Android é muito popular entre empresas de tecnologia que buscam um software pronto, de baixo custo e personalizável para dispositivos de alta tecnologia. A natureza do software de código aberto do sistema operacional tem encorajado uma grande comunidade de programadores e entusiastas a colocar uma fundação para o desenvolvimento de projetos feitos pela própria comunidade que adicionam recursos para usuários mais avançados, ou trazem o Android para dispositivos que inicialmente não foram lançados com a plataforma. O sucesso do SO fez dele um alvo para disputas de patente na chamada "guerra de smartphones" entre empresas de tecnologia. A versão mais recente é o Android 16, lançado em 10 de junho de 2025.
Uma das novas funções do Android 13 é a possibilidade de limitar o acesso de aplicativos à mídias como fotos, vídeos e áudios. Outra característica desse sistema é o Bluetooth Low Energy (LE) que, além de reduzir o delay nas reproduções via Bluetooth, diminui o consumo da bateria em 10%.
Em 2013, o Android 13 esteve presente em 5.2% dos equipamentos Android.

## História
Android, Inc. foi fundada em Palo Alto, California em outubro de 2003 por Andy Rubin (cofundador da Danger), Rich Miner (co-fundador da Wildfire Communications, Inc.), Nick Sears (ex-vice-presidente da T-Mobile), e Chris White (encabeçou o projeto de desenvolvimento de design e interface da WebTV) para desenvolver, segundo o Rubin, "dispositivos móveis mais inteligentes que estejam mais cientes das preferências e da localização do seu dono". As primeiras intenções da empresa eram de desenvolver um sistema operacional avançado para câmeras digitais, quando se deram conta de que o mercado destes dispositivos não era grande o suficiente. Desviaram então seus esforços para produzir um sistema operacional móvel para ser rival aos Symbian e Windows Mobile. Apesar daquelas últimas conquistas dos fundadores e primeiros empregados, Android Inc. operou secretamente, revelando somente que estava trabalhando em um software para smartphones. Naquele mesmo ano Andy Rubin ficou financeiramente escasso. Steve Pearlman, amigo íntimo de Rubin, entregou a ele dez mil dólares em um envelope e recusou sua parte na companhia.
O Google adquiriu Android Inc. em 17 de agosto de 2005; funcionários-chave da recém-comprada empresa, incluindo Rubin, Miner e White, continuaram na companhia após a aquisição. Pouco se sabia sobre a Android Inc. naquele momento, mas muitos especularam que o Google estava planejando entrar no mercado de dispositivos móveis com essa jogada. Dentro do Google, o grupo liderado por Rubin desenvolveu um sistema operacional móvel tendo com base o Kernel Linux. A empresa comercializou o Android persuadindo empresas fabricantes de celular e operadoras com a promessa de prover um sistema flexível e atualizável. O Google firmou parcerias com empresas fabricantes de hardware, software e operadores de telefonia móvel e reafirmou que estaria aberta a mútuas cooperações.
A especulação sobre a intenção do Google de entrar no mercado de dispositivos móveis continuou até dezembro de 2006. Um protótipo inicial de codinome "Sooner" tinha um aspecto parecido com um telefone BlackBerry, sem touchscreen e um teclado físico QWERTY, mas foi redesenhado para suportar visores touchscreen para competir com outros dispositivos recém-anunciados como o LG Prada (2006) e o iPhone da Apple (2007). Em setembro de 2007, InformationWeek, revista digital americana, cobriu um estudo da EvalueServe que revelava diversas patentes feitas pelo Google na área de tecnologia móvel.

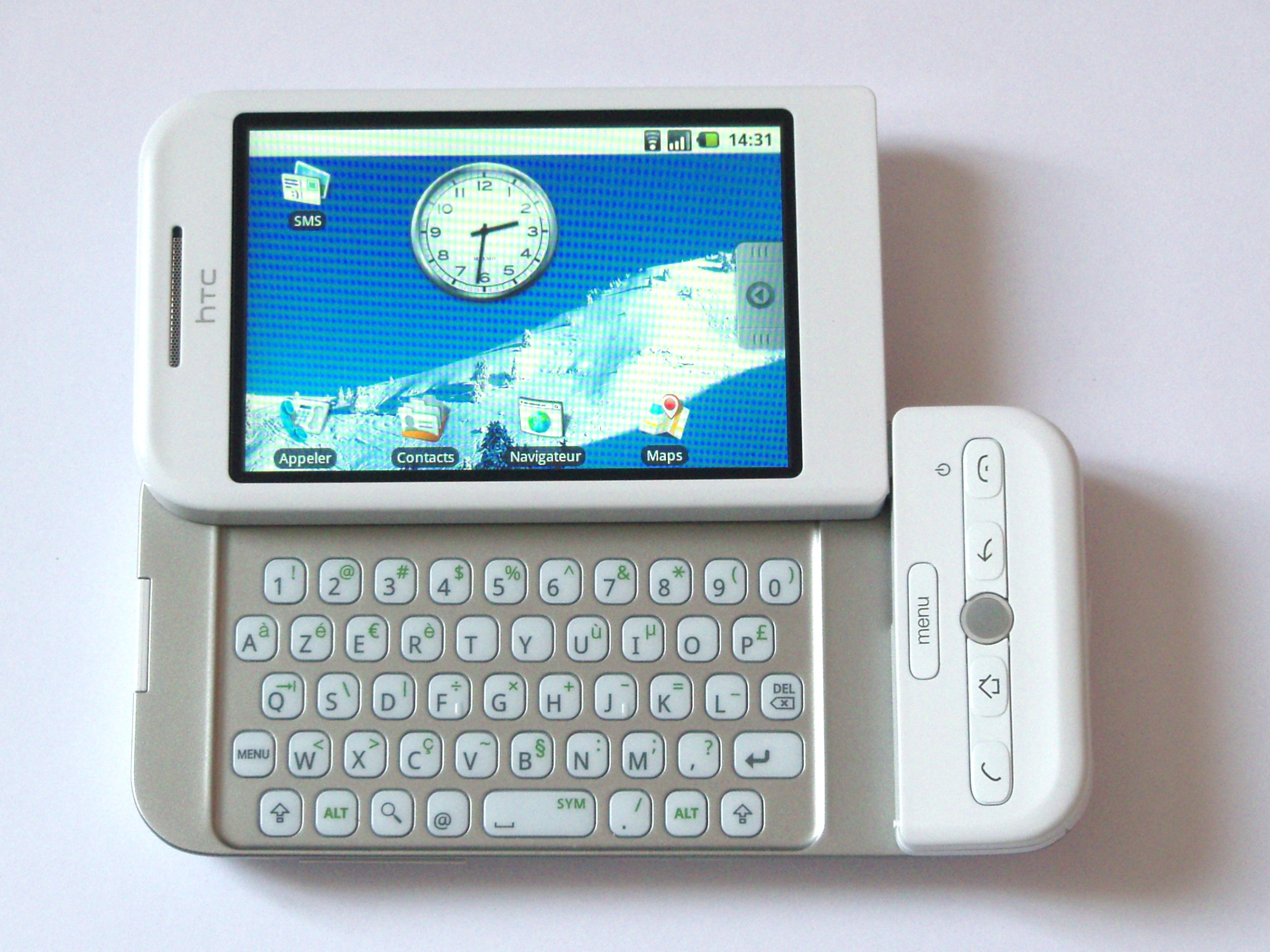
Lançado em setembro de 2008, o HTC Dream foi o primeiro dispositivo comercial com o sistema Android.

Em 5 de novembro de 2007 a Open Handset Alliance, consórcio de tecnologia entre empresas do ramo, incluindo Google, fabricantes de telefones como HTC, Sony e Samsung, operadoras de telefonia como Sprint Nextel e T-Mobile e fabricantes de chipsets como Qualcomm e a Texas Instruments se revelaram com o objetivo de criar uma plataforma de padrão aberto para dispositivos móveis. Naquele dia o Android foi revelado como seu primeiro produto: uma plataforma móvel construída no Kernel Linux de versão 2.6.25. O primeiro smartphone disponível comercialmente rodando o Android foi o HTC Dream, lançado em 22 de outubro de 2008.

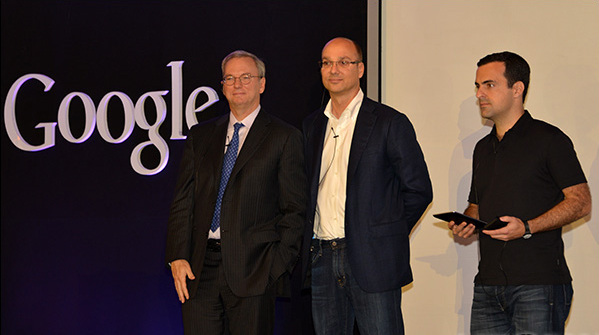
Eric Schmidt, Andy Rubin, e Hugo Barra na coletiva de imprensa para o lançamento do tablet do Google Nexus 7.

Em 2010 o Google apresentou sua série de dispositivos Nexus — uma linha de smartphones e tablets rodando o sistema Android e sendo fabricado por empresas parceiras. HTC colaborou com o Google para lançar o primeiro smartphone Nexus, (atualmente Pixel) o Nexus One. Desde então o Google tem atualizado sua linha com novos dispositivos como, por exemplo, o Nexus 5, feito pela LG e o Nexus 7, feito pela Asus. O Google tem como objetivo através dos lançamentos Nexus mostrar as últimas atualizações de software e hardware do Android, sendo estes dispositivos tidos como carros-chefes do Android. No dia 13 de março de 2013, Larry Page, CEO e fundador do Google, anunciou em um post no seu blog que Andy Rubin foi realocado dentro do Google, saindo portanto da divisão do Android. Ele foi substituído por Sundar Pichai, o qual também continua com seu papel como chefe da divisão Chrome do Google, a qual desenvolve o Chrome OS.
Desde 2008 o Android tem recebido inúmeras atualizações que incrementaram substancialmente o sistema, adicionando novas funcionalidades e consertando erros de versões anteriores. A cada grande atualização o codinome do sistema muda, em ordem alfabética, entre nomes de doces.
De 2010 até 2013 Hugo Barra, brasileiro funcionário do Google, foi o porta-voz oficial do grupo de programadores do Android, representando o Android nas conferências de imprensa e na Google I/O, evento do Google para programadores. O envolvimento de Hugo Barra no desenvolvimento do Android inclui e abrange todo o ecossistema do sistema operacional. Hugo Barra saiu do grupo de desenvolvimento do Android para trabalhar na fabricante de smartphones chinesa Xiaomi.

## Características

### Interface

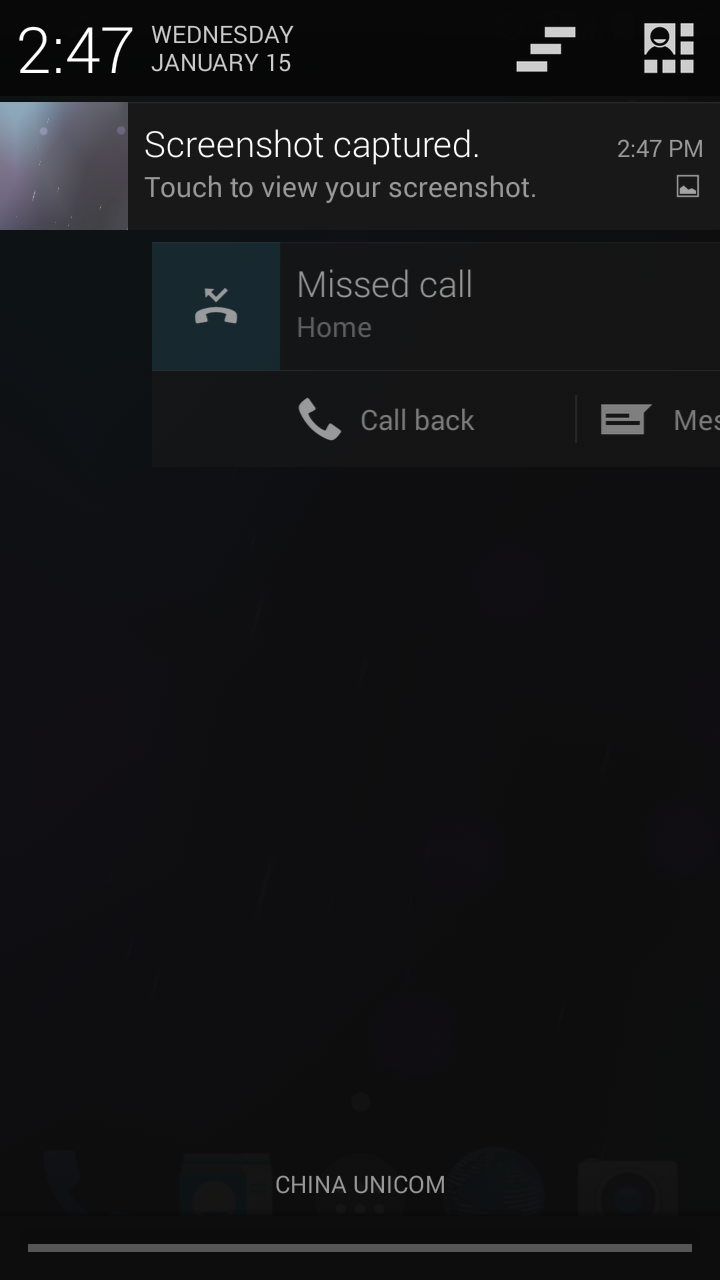
As notificações são acessadas deslizando-se a barra do topo para baixo; notificações podem ser dispensadas individualmente simplesmente deslizando-as para o lado, e podem conter ainda funções adicionais, como retornar chamada e enviar mensagens.

A interface padrão do usuário no Android é baseada na manipulação direta. A resposta para a manipulação é desenhada para ser imediata e produzir uma sensação de fluidez, utilizando-se constantemente da resposta háptica para informar o usuário sobre a conclusão do comando. Hardwares internos como acelerômetros, giroscópios e sensores de proximidade são utilizados por alguns aplicativos para responder à ações adicionais do usuário, como por exemplo a mudança da orientação da tela de retrato para paisagem, dependendo de como o dispositivo é segurado ou o controle de jogos automotivos somente pela rotação do smartphone, como se fosse um volante de carro.
Dispositivos Android são direcionados à tela inicial ou homescreen assim que são ligados. Lá se encontra a navegação primária e principal do sistema, a qual é similar ao conceito de desktop utilizado em computadores. São tipicamente compostas por ícones de aplicativos instalados e widgets. Os ícones, quando selecionados, direcionam o usuário ao aplicativo correspondente, enquanto o widget mostra na própria tela inicial as informações, atualizando constantemente seu conteúdo, como previsão do tempo, emails não lidos ou notícias. A tela inicial pode ser composta de várias páginas, as quais o usuário por ir para frente ou para trás, sendo ela também altamente customizável, permitindo o usuário ajustar o design de acordo com preferências pessoais. Aplicativos de terceiros disponíveis na loja Google Play ou em outras lojas virtuais podem remodelar extensivamente a tela inicial do Android, e até mesmo imitar a tela inicial de outros sistemas operacionais como Windows Phone e iOS. A maioria das fabricantes e algumas operadoras de telefonia customizam o visual do sistema para se destacar de seus concorrentes.
Presente no topo da tela está a status bar ou barra de status, a qual mostra informações sobre o dispositivo e sua conectividade. Esta barra pode ser puxada para baixo para mostrar a tela de notificações onde aplicativos mostram importantes informações ou atualizações, como um novo email ou um novo SMS, enquanto não atrapalha a atividade que o usuário esteja fazendo no momento. As notificações são persistentes e não saem da tela de notificações a não ser que o usuário leia, clicando na notificação, ou a dispense, deslizando-a para o lado. A partir do Android 4.1, as notificações passaram a poder ser expandidas, mostrando mais informações ou podendo ter alguma interatividade, como por exemplo um player de música pode exibir suas funções de voltar, pausar e avançar na música, enquanto uma notificação de chamada perdida pode mostrar a opção de retornar a ligação.
O Android possui também a possibilidade de rodar aplicativos que mudam o iniciador padrão. Essas mudanças incluem colocar várias páginas no dock ou retirar o mesmo, e outras muitas mudanças que atingem diretamente a experiência do usuário com o sistema.

### Aplicativos
Os aplicativos ou apps (abreviação do inglês applications) um programa computacional que estendem funcionalidades dos dispositivos computacionais portáteis, poder ser desenvolvidos com as linguagens de programação Kotlin, Java, ou C++, usando o sistema nativo de desenvolvimento do software Android (abreviado SDK). Este inclui um compreensivo conjunto de ferramentas de desenvolvimento, que incluem: depurador, biblioteca, emulador baseado em QEMU, documentação, códigos de exemplos e, tutoriais. O ambiente de desenvolvimento integrado oficialmente suportado é o Eclipse utilizando o plugin do Android (ADT). Outras ferramentas de desenvolvimento estão disponíveis, como o Google App Inventor, um ambiente de desenvolvimento para novos desenvolvedores, e múltiplas plataformas de desenvolvimento cross-plataform.
O Android tem crescido na quantidade de aplicativos de terceiros desenvolvidos para o sistema. Tais aplicativos podem ser adquiridos por usuários através da descarga/baixamento da internet e instalação do arquivo .APK ou utilizando um programa de loja virtual de aplicativos, como a Play Store (a loja primária dos usuários do Android). A Google Play Store permite ao usuário do Android navegar, comprar, baixar e, atualizar aplicativos desenvolvidos ou pelo Google ou por terceiros. Em julho de 2013 a loja atingiu a marca de 1 milhão de aplicativos disponíveis. Em maio de 2013, 48 bilhões de aplicativos haviam sido instalados a partir do Google Play e em julho do mesmo ano esse número era de 50 bilhões. Algumas operadoras de telefonia nos Estados Unidos oferecem uma conta conjunta da Google Play Store, onde os gastos na loja virtual vêm na conta de telefone mensal do usuário.
Devido à natureza aberta do Android, há também um alto número de aplicativos de lojas de terceiros, tanto para disponibilizar aplicativos para dispositivos não permitidos na Play Store, quanto para colocar à disposição aplicativos não permitidos na loja, ou aplicativos que burlem o sistema de pagamento do Google, fazendo que saiam de graça para o usuário.
Os aparelhos Android possuem aplicativos pré-instalados, entre eles estão Google, Google Chrome, YouTube e Google Maps. Já aparelhos que precisam usar mais serviços do Google, tem instalados aplicativos como Gboard (teclado official da Google).

### Gerenciamento de Memória
Já que dispositivos Android são normalmente movidos à bateria, o sistema foi desenvolvido para gerir a quantidade de memória (RAM) com o intuito de deixar a quantidade de energia gasta no mínimo, em contraste com desktops em que normalmente sistemas assumem estar conectados à fontes ilimitadas de eletricidade doméstica. Quando um aplicativo não está mais sendo usado, o sistema automaticamente o suspende da memória; enquanto a aplicação está tecnicamente "aberta", aplicações suspensas não consomem nenhum recurso do sistema. Isso traz um benefício duplo, já que aumenta a responsividade do sistema, enquanto também não consome energia sem necessidade.
O Android gere aplicações na memória automaticamente: quando a memória está baixa, o sistema começa a "matar" aplicativos e processos que estão inativos há determinado tempo. Este processo é feito para ser invisível ao usuário, então ele não precisa administrar o sistema ou fechar processos por si mesmo. Porém, a confusão sobre a regulação de memória no Android resultou que aplicativos de terceiros que gerem a memória ficaram famosos na Google Play Store; estes aplicativos são geralmente tidos como ineficazes, fazendo mais mal do que bem.
Quando o Android 5.0 foi lançado, um problema com o gerenciamento de memória fez com que muitos aparelhos sofressem com vazamento de memória, onde o sistema utilizava a memória, porém não conseguia liberá-la para outros aplicativos utilizarem, chegando a um ponto crítico onde o funcionamento do sistema estava comprometido, sendo necessário reiniciá-lo frequentemente. O Google corrigiu o vazamento da versão 5.0, porém, outros vazamentos múltiplos foram detectados, como, por exemplo, na versão 5.0.1.

## Hardware

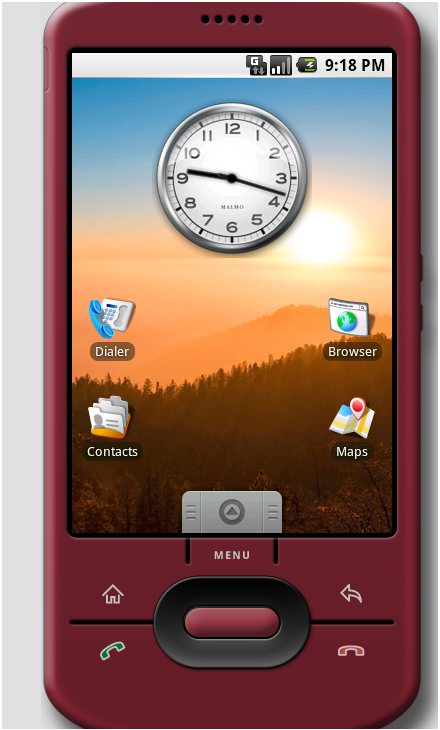
Emulador Android (HTC G1) simulando uma tela home do sistema

A principal plataforma para o sistema Android é a Arquitetura ARM (ARMv7 ou posterior; Android 5.0 também dá suporte à ARMv8-A), com a arquitetura x86 e MIPS também oficialmente suportados. Tanto a variante 64-bit quanto a 32-bit das 3 arquiteturas possuem suporte desde o Android 5.0. Desde 2012, dispositivos com processadores Intel começaram a surgir no mercado em smartphones e tablets.
Para o Android 4.4, o Google recomenda no mínimo 512 MB de memória RAM, enquanto para dispositivos que não consomem tanta memória, os chamados low-ram devices, o mínimo é 340 MB. Também é necessário dar suporte à tecnologia OpenGL ES 2.0. Possui também suporte à OpenGL ES 1.1, 2.0, 3.0 e 3.1, sendo que alguns aplicativos requerem explicitamente alguma dessas versões.
Dispositivos Android incorporam muitos hardwares opcionais, que incluem câmeras, GPS, sensores de orientação, controles específicos para jogos, acelerômetros, giroscópios, barômetros, magnetômetros, sensores de proximidade, termômetros, e telas touchscreen. Alguns componentes não são obrigatórios, mas se tornaram padrão em certos dispositivos como smartphones. Alguns componentes eram obrigatórios no início, mas foram deixados de lado posteriormente. Por exemplo, enquanto o Android OS era desenvolvido primariamente para ser um sistema de telefones, hardwares como microfones eram obrigatórios, mas com o passar do tempo a função de telefone se tornou opcional, e o microfone também.
O Android também pode rodar nativamente em um computador, utilizando mouse e teclado, em versões do Android, principalmente aquelas posteriores ao 4.4. Empresas chinesas estão fabricando PCs com o sistema operacional móvel baseado em Android, para "competir diretamente com o Windows da Microsoft e o Android do Google". A Academia Chinesa de Engenharia revelou que "mais de uma dúzia" de companhias estavam customizando o Android, seguindo o banimento do Windows 8 dos PCs do governo chinês.

## Desenvolvimento

Arquitetura do Android.

O SO móvel Android era desenvolvido em segredo pelo Google até a última das modificações, quando estaria pronto para ser lançado. Desde 2014, porém, o Google lança versões betas e disponibiliza o código com alguns meses de antecedência ao lançamento, para encontrar bugs antes da versão final. Então, o código é lançado publicamente e oficialmente. O código só funcionará sem modificações em determinados aparelhos, como os da série Nexus e da linha Pixel. O código é então adaptado a cada fabricante para que rode nos hardwares específicos, com ou sem modificações.
O boneco verde que representa o Android foi desenhado para o Google em 2007 pela designer gráfica Irina Blok. Ao grupo de design responsável pela arte do símbolo foi dada a tarefa de criar um ícone universalmente identificável, com a específica inclusão de um robô no design final. Após inúmeras tentativas de criar algo baseado em ficção-científica e filmes que se passam no espaço, a equipe eventualmente buscou inspiração no símbolo humano em portas de banheiros e modificou-o para a forma de um robô. Como o Android é aberto (open-source), foi concordado que o símbolo e o robô também deveriam ser livres de licença, desde então o logo do robô verde tem sido reinterpretado em incontáveis variações do seu design original. Seu nome é BugDroid.

### Calendário de Atualizações
O Google lança atualizações de grande porte a cada 6 ou 12 meses, as quais a maioria dos dispositivos é capaz de receber através do ar (OTA). A última grande atualização lançada é o Android 11.
Comparado com o principal rival do Android, o iOS, as atualizações do Android são geralmente lentas para chegar à maioria dos dispositivos. Para dispositivos que não estão sob a marca Pixel (antes conhecido como Nexus), a atualização para a versão mais recente demora meses a partir da data de lançamento oficial. Isso se deve parcialmente à extensa variação de hardware de dispositivos Android, aos quais a atualização deve ser especificamente modificada, de acordo com cada aparelho, já que o código puro somente roda em dispositivos Nexus. Portar o Android para hardwares específicos consome tempo e dinheiro para diversas fabricantes, que acabam priorizando os dispositivos mais recentes em detrimento dos mais antigos. É comum que smartphones mais velhos não sejam atualizados, mesmo tendo hardware capaz de rodar a nova versão, já que a empresa pode decidir que não vale a pena. O problema se agrava quando as fabricantes customizam o sistema com seus apps e interface, que acabam tendo que ser reaplicados a cada dispositivo a cada atualização. A demora pode se agravar mais ainda se houver também interferência de operadoras nos dispositivos, que também customizam com seus aplicativos e interface própria.
A falta de suporte pós-venda de operadoras e fabricantes tem sido amplamente criticada por grupos de consumidores e pela mídia de tecnologia. Alguns especialistas em tecnologia têm notado que a indústria de smartphones tem motivos financeiros para não atualizar seus dispositivos, já que isso traria um incentivo às pessoas a comprarem novos produtos, uma atitude descrita por alguns como "insultante". O The Guardian, jornal britânico, queixou-se de que o método de distribuição de atualizações é complicado somente porque fabricantes e operadores o designaram assim. Em 2011, o Google criou parcerias com fabricantes e indústrias para anunciar uma "Aliança de Atualização do Android", designada a oferecer updates para até 18 meses após o lançamento dos dispositivos. Porém, desde então não houve mais nenhuma comunicação oficial sobre esta aliança.
Em 2012 o Google começou a dissociar determinados componentes do sistema operacional, assim eles poderiam ser atualizados pela Play Store, independente do Android em si. Um destes componentes, o Google Play Services, é um aplicativo de código fechado, que funciona no nível do sistema, provendo APIs para o Google, e que foi instalado automaticamente em praticamente todos os dispositivos com Android 2.2 ou superior. Com estas mudanças, o Google consegue adicionar novas funções no sistema através do Play Services, sem necessariamente ter que distribuir uma nova versão do Android em si. Como resultado, o Android 4.2 e 4.3 possuem relativamente poucas mudanças perceptíveis pelo usuário, focando mais em melhorias na plataforma e conserto de pequenos bugs.

### Kernel Linux

Tux, a mascote do Linux.

O sistema Android consiste em um Kernel baseado no Kernel Linux, especificamente do ramo (LTS), suporte a longo tempo. Em janeiro de 2014 a maior parte das versões do Android eram moldadas em cima da versão do Kernel linux 3.4 ou superior, mas a versão específica do kernel depende do dispositivo Android e do processador utilizado por ele. O Android utilizou vários Kernels desde o primeiro, o 2.6.25.
O Kernel Linux do Android possui alterações profundas na arquitetura que foram implementadas pelo Google, fora do típico círculo de desenvolvimento Kernel do Linux, como a inclusão de componentes como binder, ashmem, pmem, logger, wakelocks e uma diferente saída de memória—out-of-memory (OOM).
O Android é uma distribuição Linux de acordo com a Linux Foundation, com a chefe do projeto open-source do Google, Chris DiBona, e outros diversos jornalistas. Outros, porém, como o engenheiro do Google Patrick Brady, afirmam que o Android não é Linux no tradicional estilo Unix, já que o Android não inclui a biblioteca GNU C e outros componentes tipicamente encontrados nas distribuições Linux.

### Comunidades Open-Source
O Android possui comunidades de desenvolvedores e entusiastas que usam o Android Open Source Project (AOSP) para desenvolver e distribuir suas próprias versões modificadas do sistema operacional. Esses sistemas desenvolvidos pela comunidade possuem geralmente novas características e funcionalidades e atualizações mais rápidas do que os disponibilizados oficialmente pelas fabricantes ou operadoras, embora sem um teste ou controle de qualidade muito rígido. Também contribuem para prover suporte, continuado para dispositivos mais antigos que já não possuem mais atualizações oficiais ou trazer o Android para dispositivos que não foram lançados com Android originalmente, como o HP TouchPad. Tais comunidades lançam ROMs que geralmente são pre-rooted, e possuem modificações que não são recomendáveis para usuários sem conhecimento técnico do sistema, como opções para fazer overclock ou overvolt. CyanogenMod foi o firmware mais utilizado entre as comunidades do Android, até o dia que foi descontinuado. Foi substituído por LineageOS. Enquanto existia, servia como base para diversas outras ROMs.
Historicamente, fabricantes de smartphones e operadoras de telefonia móvel, tipicamente são contra o desenvolvimento de firmware por terceiros. Tais fabricantes expressam preocupação com a má funcionalidade dos dispositivos rodando software desenvolvidos por usuários, e o custo do suporte que isso traria. Além disso, esses softwares modificados frequentemente possuem novas ferramentas, como o tethering, o qual as operadoras normalmente cobrariam uma taxa adicional. Como resultado destas modificações, obstáculos técnicos ao desenvolvimento e acesso aos softwares são criados por fabricantes e operadoras, como bootloader bloqueado, e acesso restrito às permissões de root. Porém, com o crescimento da comunidade Open-Source e a declaração do Congresso dos Estados Unidos permitindo o jailbreak de dispositivos móveis, as fabricantes e operadoras começaram a relaxar ações contrárias a esse tipo de desenvolvimento, chegando ao ponto de até mesmo fabricantes como HTC, Motorola, Samsung, e Sony dar suporte e encorajar o desenvolvimento destes softwares. Como resultado destas declarações, necessidade de circundar bootloaders bloqueados para instalar softwares não-oficiais tem caído, já que o número de celulares enviados sem estas restrições sofreu um aumento considerável, apesar do usuário ainda perder a garantia se o fizer. Apesar do relaxamento das fabricantes, algumas operadoras móveis dos Estados Unidos ainda proíbem a utilização de softwares de terceiros, frustrando muitos consumidores.

## Segurança e privacidade

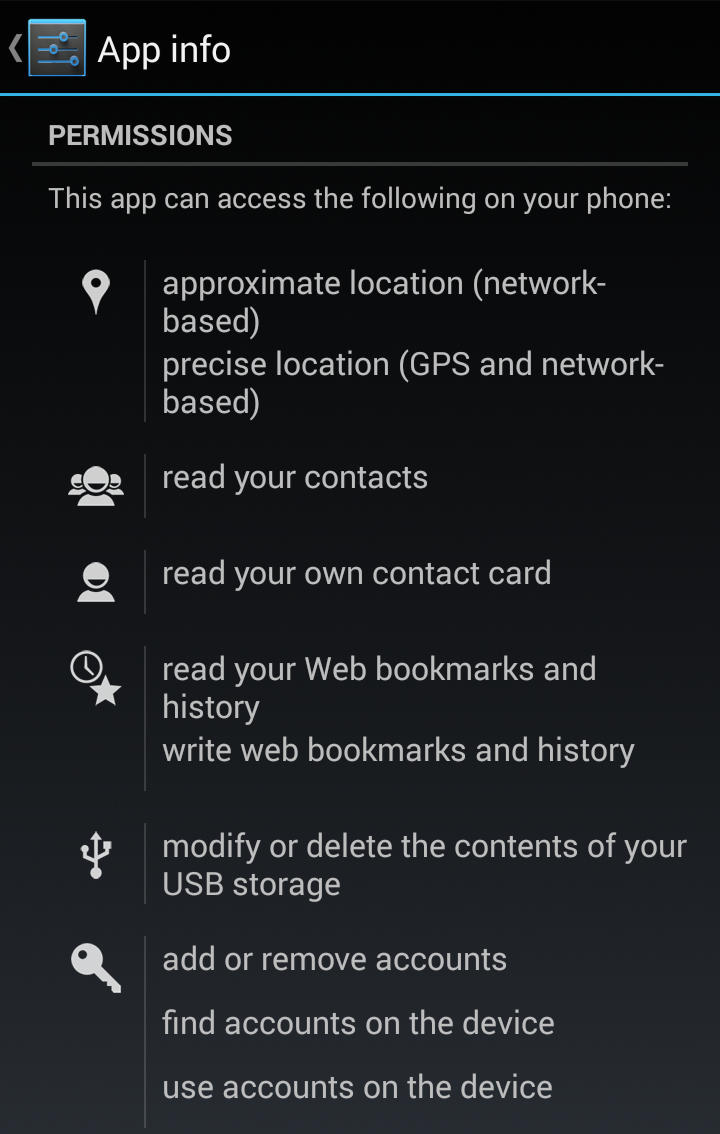
Permissões são utilizadas para controlar determinados acessos dos aplicativos ao sistema.

Os aplicativos do Android funcionam numa sandbox, local isolado do resto do sistema e que não possui nenhum acesso ao resto dele, a não ser que a permissão seja explicitamente dada no momento da instalação do programa. Antes de instalar um aplicativo, a Play Store mostra todas as permissões da qual o aplicativo precisa: um jogo pode precisar de acesso à vibração ou de acessar conteúdo no cartão de memória, por exemplo, mas não precisará de acesso às mensagens de texto ou à lista de contatos. Após revisar estas permissões, o usuário pode aceitá-las ou recusá-las, sendo o aplicativo instalado somente se o usuário as aceitar. Este sistema de sandbox diminui o impacto sobre vulnerabilidades do sistema, mas a confusão entre desenvolvedores fez com que o sistema se tornasse ineficaz, já que os aplicativos pediam acesso à determinadas informações desnecessárias ao funcionamento do aplicativo. Recentemente o Google lançou um update aos seus dispositivos para inserir um app que roda em segundo plano detectando aplicativos maliciosos.
O aplicativo "App Ops", que foi designado para testes e desenvolvimento interno do Google para o Android na área de segurança e privacidade, foi introduzido a partir do Android 4.3 nos dispositivos Nexus. Inicialmente escondido dentro do sistema, o programa foi descoberto por programadores: ele permitia que se instalasse um aplicativo de gerenciamento de permissões individuais dos aplicativos, selecionando o que o usuário gostaria que o aplicativo tivesse acesso, e ao o que o aplicativo não tivesse acesso. O acesso ao programa foi removido a partir do Android 4.4.2, com a explicação de que ele fora colocado para o usuário final de maneira acidental. Por esta decisão, a empresa recebeu duras críticas da Electronic Frontier Foundation. Seleção individual das permissões de aplicativos foi adicionada oficialmente junto ao Android Marshmallow. É possível obter essa função em versões anteriores a essa com acesso root.
De acordo com pesquisas conduzidas pela empresa de segurança Trend Micro, a forma mais comum de malware no sistema Android é o abuso em relação aos serviços premium, onde celulares infectados são colocados em serviços pagos sem o consentimento do usuário. Outros malware introduzem propaganda não permitida e intrusiva no celular, ou enviam dados pessoais a terceiros, também sem a autorização do usuário. Ameaças à segurança do Android têm crescido exponencialmente; por outro lado, engenheiros do Google têm argumentado que ameaças de malware ou vírus estão sendo exageradas por empresas de segurança por motivos estritamente comerciais, e têm acusado a indústria de segurança de colocar medo nos usuários para vender aplicativos de segurança. O Google ainda afirma que malwares perigosos são extremamente raros, e que uma pesquisa conduzida pela F-Secure mostrou que apenas 0,5% dos malwares denunciados têm origem na Play Store.
O Google atualmente utiliza do sistema de escaneamento de malware Google Bouncer para detectar ameaças na Play Store. Sua função é alertar usuários de aplicativos potencialmente perigosos antes que sejam baixados. A versão Jelly Bean 4.2 do Android trouxe ferramentas de segurança aprimoradas, incluindo um detector de malware embutido no sistema, que trabalha em conjunto com o Google Play, mas também pode escanear aplicativos de terceiros que estejam instalados no sistema. Várias companhias de segurança virtual lançaram aplicativos de segurança para o Android, como a Lookout Mobile Security, AVG, McAfee, Avast, BitDefender, Kaspersky e Trend Micro. Esse tipo de aplicativo é geralmente tido como ineficaz, já que o sistema sandbox também é aplicado a eles, limitando a habilidade de escanear e proteger o sistema.

O Wi-Fi no Android (Logo)

Smartphones Android têm a habilidade de reportar localizações de pontos de acesso Wi-Fi, que são encontrados enquanto o usuário se locomove, para criar bancos de dados com a localização física de centenas de milhões destes pontos de acesso. Esses bancos de dados formam mapas eletrônicos capazes de localizar os dispositivos, permitindo que o usuário utilize de aplicativos como o Foursquare, Google Latitude, Facebook Places e mostrar ao usuário propagandas baseadas em sua localização. Aplicativos de monitoração de terceiros como o TaintDroid, um projeto acadêmico, pode, em alguns casos, detectar quando informações pessoais estão sendo enviadas à servidores remotos. Em junho de 2013 o Google lançou o Gerenciador de Dispositivos Android, um componente que permite usuários de remotamente rastrearem, localizarem e acessarem informações de aparelhos perdidos ou roubados. Em dezembro de 2013 o Google lançou o mesmo aplicativo na Play Store, onde está disponível para dispositivos com Android 2.2 ou superior.
Nas revelações da vigilância global de 2013, foi descoberto em setembro que as agências de inteligência americana e britânica; a NSA, e o Government Communications Headquarters (GCHQ), respectivamente, tiveram acesso aos dados do usuário em dispositivos iPhone, Blackberry e Android. Eles podiam, comprovadamente, ter acesso à toda informação do smartphone, incluindo SMS, localização, emails e notas. Informações vazadas em janeiro de 2014 revelaram ainda que as agências de inteligência eram capazes de interceptar informações pessoais através de redes sociais e aplicativos populares, como Angry Birds, que coletava informações pessoais para motivos comerciais e de propaganda. O GCHQ tem, de acordo com o The Guardian, um guia em estilo wiki de diferentes aplicativos e que tipos de informações poderiam ser captadas através deles. Mais tarde naquela semana o desenvolvedor finlandês do Angry Birds Rovio anunciou publicamente que estaria reconsiderando suas relações com plataformas de propaganda após aquelas últimas descobertas e pediu à toda indústria que faça o mesmo.
Os documentos revelaram ainda um esforço das agências de inteligência para interceptar buscas feitas pelo usuário no Google Maps e em smartphones para coletar informações em massa. A NSA e o CGHQ insistiram que suas atividades estavam em concordância com todas as leis domésticas e internacionais de segurança e privacidade, apesar da declaração do editorial do The Guardian dizendo que "as últimas revelações poderiam também adicionar às preocupações públicas sobre como o setor de tecnologia coleta e armazena informações, especialmente para aqueles fora dos EUA, que gostam um pouco mais de proteção à privacidade do que os americanos.".

## Licença
O código-fonte do sistema Android é de código aberto; é desenvolvido pelo Google em particular, com o código-fonte lançado publicamente quando uma nova versão do Android é lançada. O Google publica a maior parte do código (incluindo o código de rede e telefonia) sob a licença não-copyleft Apache versão 2.0, que permite modificações e redistribuições. A licença não garante direitos ao uso da marca Android, portanto operadoras e fabricantes devem obter a licença sob contratos individuais. Mudanças no kernel do Linux associadas são publicadas sob copyleft sob a licença pública geral versão 2, desenvolvida pela Open Handset Alliance, com o código-fonte disponível publicamente. É típico do Google colaborar com alguma fabricante para produzir um dispositivo (da série Nexus) que seja o carro-chefe do Android, sendo o primeiro a ser lançado e disponibilizado com a nova versão do sistema. Assim que o dispositivo é lançado, o código-fonte da nova versão é liberado publicamente. A única versão do sistema móvel que não foi disponibilizada imediatamente foi a do Android 3.0 Honeycomb, exclusivo para tablets. A razão para isto, segundo Andy Rubin, era porque o Honeycomb foi feito de forma imediata para o lançamento do Motorola Xoom, e eles não queriam que terceiros colocassem em seus smartphones um sistema construído para tablets, o que constituiria uma "experiência de usuário muito ruim".
Enquanto o Android em si é de código aberto, a maior parte dos dispositivos são colocados a venda com uma grande quantidade de software particular, como os apps do Google Mobile, que incluem a Google Play Store, Google Search, Google Play Services e outros. Estes dispositivos devem ter licença expedida pelo Google, e só podem ser fabricados se requerimentos forem alcançados. Distribuições modificadas pela fabricante, como o TouchWiz e o HTC Sense, podem também substituir aplicativos padrões no Android, e também incluir aplicativos não disponíveis originalmente no sistema.
Diversos aplicativos nativos do Android que costumavam ser de código aberto, como a Pesquisa, Música e Calendário, passaram a ser de código fechado, e começaram a ser distribuídos pela loja de aplicativos do Google, com os novos nomes de Pesquisa Google, Google Play Music e Google Calendário.
Richard Stallman e a Fundação para o Software Livre têm sidos críticos do Android e têm recomendado a utilização de alternativas como o Replicant, pois os drivers e firmwares vitais para o funcionamento do Android são de propriedade privada.

### Influência sobre fabricantes
O software do Google, sob nome de Google Mobile Services, junto com as marcas registradas do Android, somente são licenciadas pelas fabricantes de dispositivos que possuem compatibilidade com os parâmetros encontrados no Documento de Definições de Compatibilidade Android. Além disso, distribuições do Android que façam mudanças consideráveis no sistema não incluem nenhum dos aplicativos licenciados pelo Google, e permanecem incompatíveis com aplicativos que os requerem, portanto devem ser distribuídos com uma alternativa à Google Play Store. Exemplos destas distribuições são o sistema da Amazon Fire OS, a plataforma Nokia X, e outras distribuições que excluem os aplicativos do Google devido à falta de suporte do Google no país, ou devido ao pagamento de tarifas de licenciamento (como na China).
Membros da Open Handset Alliance, que inclui a maioria das grandes fabricantes de dispositivos Android, também são contratualmente proibidos de produzir aparelhos com sistema baseado em algum dos ramos do Android. Em 2012 a Acer Inc. foi forçada pelo Google a paralisar a produção de um dispositivo com um sistema operacional do Alibaba Group, com ameaça de ser removido do consórcio, já que o Google argumentou que o sistema era uma versão incompatível do sistema operacional Android. O Grupo Alibaba se defendeu das alegações, clamando que o sistema era uma plataforma distinta do Android (que utilizava principalmente aplicativos baseados em HTML5), mas incorporava partes da plataforma Android de forma que permitisse que aplicativos sejam retrocompatíveis com apps do sistema do Google. O sistema realmente apresentava retrocompatibilidade, e incluía no OS uma loja de aplicativos Android, porém, a maioria destes era pirateada.
Em julho de 2018 a União Europeia multou a Google em 4 300 milhões de euros por abuso de posição dominante com seu sistema operacional. Reguladores do mercado afirmam que Google obrigou fabricantes de smartphones a instalar apps da empresa o que violaria a livre competição. Google vai recorrer a ação.

## Recepção

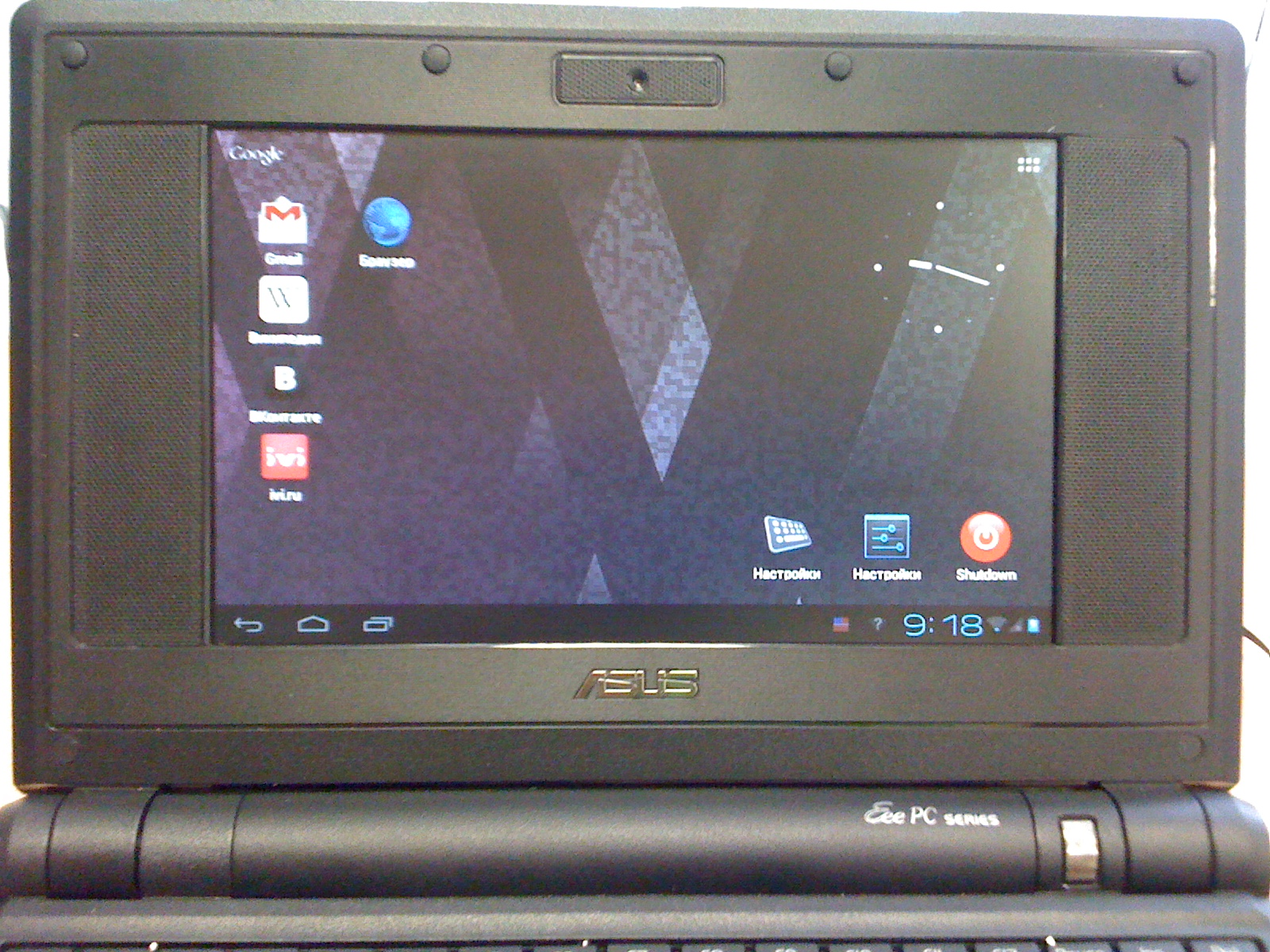
Android-x86 rodando em um netbook da Asus (EeePC); O Android tem sido constantemente portado para diferentes plataformas para ser usado como um sistema operacional de desktop.

O Android teve uma recepção morna quando foi revelado em 2007. Apesar dos analistas terem ficado impressionados por empresas de tecnologia respeitáveis terem se juntado ao Google para formar a Open Handset Alliance, não estava claro se as fabricantes de celulares estariam dispostas a substituir seus sistemas operacionais pelo Android. A ideia de uma plataforma de código aberto, baseada em Linux agradou a muitos, mas havia preocupações sobre a ferrenha competição que o Android teria que enfrentar de empresas que já estavam firmadas no ramo, como a Nokia e a Microsoft, além de outros softwares móveis baseados em Linux que estavam em desenvolvimento. Esses competidores estavam, à época, muito céticos quanto ao sucesso da nova plataforma: A Nokia deu declarações dizendo que "nós não o vemos como uma ameaça", se referindo ao Android, enquanto um membro da equipe de desenvolvimento do Windows Mobile declarou que não entendia o impacto que eles poderiam ter.
Desde então o Android cresceu e se tornou o sistema operacional móvel mais utilizado no mundo, e uma das experiências de sistema móvel mais rápidas. A mídia especializada elogiou a natureza de código aberto do Android, tendo esta característica ter sido a principal "força" do sistema, permitindo empresas como a Microsoft, Amazon, Barnes & Noble, Ouya, Baidu e outros a criarem ramificações a partir do Android. Como resultado, o sistema foi descrito pelo site de tecnologia Ars Technica como o "sistema operacional padrão para se lançar novos softwares" para empresas que não possuem sistema próprio. Essa abertura e flexibilidade também está presente ao nível do usuário final do sistema: o Android permite extensa customização do sistema, e seus aplicativos são livres para serem instalados de outros lugares fora da loja oficial do Google. Estas são as vantagens mais citadas do Android sobre outros sistemas móveis.
Apesar da popularidade do sistema, que inclui um índice de ativação três vezes maior que seu principal concorrente, o iOS, há relatos de que o Google não estaria sendo capaz de transformar o Android em uma fonte de lucro. O site de tecnologia The Verge sugere que isto aconteça porque o Google estaria perdendo controle do Android devido à extensa customização e proliferação de aplicativos que não sejam da gigante—O tablet da Amazon, Kindle Fire Os, por exemplo, é um ramo do Android extremamente modificado, que não inclui nenhum software proprietário do Google, e requer que o usuário compre os aplicativos da Amazon AppStore, ao invés da Play Store. Em meados de 2014, num esforço para aumentar a proeminência da marca Android, o Google começou a exigir de fabricantes que usam seus aplicativos proprietários que mostrem o logo do Android na tela de boot do sistema.
O Android tem sofrido de fragmentação, uma situação onde a variedade dos dispositivos Android em termos de hardware e software faz com que seja extremamente difícil desenvolver aplicativos que funcionem através de todos as variações, em comparação com plataformas rivais, como a do iOS, em que o sistema de hardware e software varia muito menos. Em 2013, por exemplo, segundo dados da OpenSignal, havia 11 868 modelos de Android, em dezenas de tamanhos diferentes de tela e resolução, rodando 8 versões diferente do Android simultaneamente, enquanto a maior parte dos dispositivos iOS tem sido atualizados para a última versão do software. Críticos do Android como o site de tecnologia Apple Insider têm declarado que a fragmentação em termos de hardware e software tem deixado o Android crescer em número entre dispositivos de baixo preço e baixa qualidade. Estes dispositivos, que são a maioria, fazem com que desenvolvedores criem aplicativos para a massa, a qual normalmente possui software atrasado, e não possui incentivo para usufruir dos últimos recursos dos sistemas mais atuais, que estariam em apenas uma pequena porcentagem de dispositivos. Porém, a desenvolvedora OpenSignal, que desenvolve tanto para iOS quanto para Android, concluiu que essa fragmentação pode deixar o processo de desenvolvimento mais fácil, já que enquanto o Android cresce em termos globais, a chance de ser recompensado também cresce.

### Fatia do mercado
A empresa de pesquisas Canalys estima que no segundo semestre de 2009 o Android representava 2,8% de todos os smartphones vendidos no mundo. No quarto trimestre de 2010 essa fatia passou a ser de 33%, transformando-se na plataforma móvel mais vendida, superando a então líder Symbian. No terceiro trimestre de 2011 a Gartner estimou que o Android representava mais da metade (52,5%) das vendas mundiais de smartphones. Já no terceiro trimestre de 2012, segundo a IDC, esse número era de 75%.
Em julho de 2011 o Google afirmava que 550 mil novos Android eram ativados por dia, número que era de 400 mil em maio, e possuía mais de 100 milhões de dispositivos ativados, com um crescimento de 4,4% por semana. Em setembro de 2012, 500 milhões de aparelhos já haviam sido ativados, com um média de 1,3 milhões de ativações por dia. Em maio de 2013, na Google I/O, Sundar Pichai afirmara que 900 milhões de dispositivos em todo o mundo já haviam sido ativados.
Em julho de 2013 a Google Play Store possuía mais de 1 milhão de aplicativos publicados, sendo estes baixados cerca de 50 bilhões de vezes.
A fatia do Android varia de acordo com o mercado em questão. Em julho de 2012 os usuários com mais de 13 anos nos Estados Unidos possuidores de Android eram 52% de todo o mercado, número que cresce para 90% na China. Durante o terceiro trimestre de 2012 a fatia de vendas mundial de smartphones com Android era de 75%, com cerca de 750 milhões de dispositivos ativados no total. Em abril de 2013 o sistema atingiu a marca de 1,5 milhões de ativações diária. Em maio de 2013 48 bilhões de aplicativos haviam sido instalados a partir da Play Store, e em setembro de 2013 o Google ultrapassou o número de 1 bilhão de dispositivos Android ativados em todo o mundo.
O Android possui o maior número de aparelhos dentre os sistemas operacionais móveis, e em 2013 conseguiu vender mais que Windows, iOS e Mac OS X juntos. No terceiro trimestre de 2013 a fatia do Android nas vendas mundiais de smartphones era de 81,3%, a mais alta da história. Durante este período de tempo mais de 261 milhões de smartphones eram vendidos, com cerca de 211 milhões destes rodando Android.
Dispositivos com o sistema do Google representam mais da metade das vendas na maioria dos mercados, inclusive nos EUA e no Brasil, enquanto somente no Japão o sistema da Apple foi o mais vendido. No final de 2013 mais de 1,5 bilhão de smartphones haviam sido vendidos desde 2010, fazendo do Android o sistema móvel mais vendido de todos os tempos, e na Google I/O de 2014 o Android possuía 1 bilhão de dispositivos ativos (que tiveram seus aparelhos conectados à internet em um intervalo de 1 mês). Analistas estimam que este número deve subir para 3 bilhões até o final de 2014. Em 2013 o número de produtos Android vendidos em relação ao Windows era de 2.8:1, ou, numericamente, uma diferença de 578 milhões de aparelhos.
Em outubro de 2016, o sistema operacional Android representava 94,4% das vendas de smartphone no Brasil, uma alta desde janeiro, quando o sistema do Google respondia por 92,4% das vendas de smartphones no país. Em geral, o Android é o sistema operacional que domina no mundo todo, exceto em países onde o mercado tem foco em aparelhos premium (como é o caso dos EUA, Reino Unido e Japão).

### Tablets

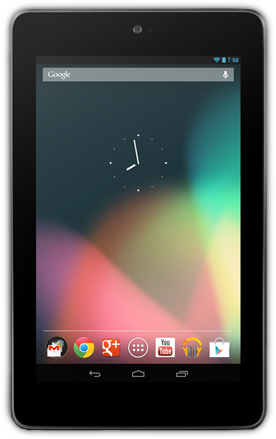
Primeira geração do tablet Nexus 7.

Apesar do sucesso do sistema entre smartphones, a adoção dele em tablets foi inicialmente lenta. Uma das principais causas foi o desinteresse dos usuários de comprar tablets que teriam poucos aplicativos de qualidade, agravada pela falta de interesse dos desenvolvedores em fazer aplicativos para um mercado ainda em ascensão. O conteúdo que estaria no tablet e sua qualidade se provou, portanto, mais importante que especificações de hardware na decisão final do usuário. Devido à falta de conteúdo específico para tablets Android no começo de 2011, os primeiros tablets tinham somente aplicativos portados automaticamente de smartphones, enquanto o então domínio do iPad era reforçado pelo crescimento de aplicativos específicos para ele.
Apesar dos poucos aplicativos específicos em sua infância, um número considerável de tablets Android (junto com outros sistemas operacionais, como os dos TouchPad e o BlackBerry PlayBook) foram lançados no mercado para tentar aproveitar a "onda" lançada pelo iPad. Revistas digitais especializadas sugeriram que o erro dos tablets Android estava nas fabricantes, que tentavam fazer "telefones gigantes", ao invés de aprimorar a experiência para o novo formato. Esse tipo de conduta das fabricantes falhou em ganhar espaço de vendas além de ter contribuído para uma má reputação dos tablets Android. Além disso, vários tablets com o sistema do gigante das pesquisas como o Motorola Xoom tinham preço igual ou até mesmo maior do que o iPad, o que prejudicava as vendas, com a exceção do tablet da Amazon Kindle Fire OS, que manteve o preço baixo e garantia acesso aos conteúdos exclusivos da Amazon.
O cenário começou a mudar em 2012 com o lançamento do tablet Nexus 7. O tablet era mais acessível e possuía um incentivo aos desenvolvedores para serem criados aplicativos exclusivos para tablet. De acordo com a Associação Internacional de Dados, a venda de tablets com Android ultrapassaram as do iPad no terceiro trimestre de 2012.
No final de 2013 foi atingida a marca de 191,6 milhões de tablets Android vendidos desde 2011. Isso fez tablets com Android serem o tipo de tablet mais vendido no mundo, ultrapassando o iPad no segundo trimestre de 2013.

### Distribuição por versão
Os gráficos nesta seção demonstram a porcentagem de dispositivos que acessaram a Play Store num intervalo de 7 dias, terminando em 11 de Dezembro de 2017. Portanto, as estatísticas excluem distribuições do Android que não acessam o Google Play, como por exemplo os celulares e tablets da Amazon. Ficam de fora também aparelhos com Android abaixo da versão 2.3, por não suportarem a Google Play Store, possuindo, portanto, o Android Market. Porém, em uma pesquisa do Google feita recentemente, foi divulgado que aparelhos abaixo da versão 2.3 do Android somavam Pouco mais que 0,1% entre os sistemas. Somente são exibidas as porcentagens de versões que somam mais de 0,1%.
Em 2013, o Android 13 esteve disponível em 5% dos equipamentos Android.
| Versão                                                                   | Codinome           | Data de lançamento     | Nível API | Distribuição  |
| ------------------------------------------------------------------------ | ------------------ | ---------------------- | --------- | ------------- |
| 16                                                                       | Android 16 (B)     | 10 de junho de 2025    | 36        | menos de 0,1% |
| 15                                                                       | Android 15 (V)     | 3 de setembro de 2024  | 35        | 4,50%         |
| 14                                                                       | Android 14 (U)     | 4 de outubro de 2023   | 34        | 27,40%        |
| 13                                                                       | Android 13 (T)     | 15 de agosto de 2022   | 33        | 16,80%        |
| 12                                                                       | Android 12 (S)     | 4 de outubro de 2021   | 31        | 12,80%        |
| 11                                                                       | Android 11 (R)     | 8 de setembro de 2020  | 30        | 15,90%        |
| 10                                                                       | Android 10 (Q)     | 3 de setembro de 2019  | 29        | 10,25%        |
| 9                                                                        | Pie                | 6 de agosto de 2018    | 28        | 5,80%         |
| 8.1                                                                      | Oreo               | 15 de dezembro de 2017 | 27        | 4,00%         |
| 8.0                                                                      | Oreo               | 21 de agosto de 2017   | 26        | 4,00%         |
| 7.1.x                                                                    | Nougat             | 5 de dezembro de 2016  | 25        | 1,20%         |
| 7.0.x                                                                    | Nougat             | 22 de agosto de 2016   | 24        | 1,20%         |
| 6.0.-6.0.1                                                               | Marshmallow        | 5 de outubro de 2015   | 23        | 0,70%         |
| 5.1-5.1.1                                                                | Lollipop           | 10 de março de 2015    | 22        | 0,60%         |
| 5.0-5.0.2                                                                | Lollipop           | 12 de novembro de 2014 | 21        | 0,60%         |
| 4.4-4.4.4                                                                | KitKat             | 31 de outubro de 2013  | 19        | 0,10%         |
| 4.3.x                                                                    | Jelly Bean         | 24 de julho de 2013    | 18        | menos de 0,1% |
| 4.2.x                                                                    | Jelly Bean         | 13 de novembro de 2012 | 17        | menos de 0,1% |
| 4.1.x                                                                    | Jelly Bean         | 9 de julho de 2012     | 16        | menos de 0,1% |
| 4.0.3–4.0.4                                                              | Ice Cream Sandwich | 16 de dezembro de 2011 | 15        | menos de 0,1% |
| 2.3.3–2.3.7                                                              | Gingerbread        | 9 de fevereiro de 2011 | 10        | menos de 0,1% |
| 2.2-2.2.3                                                                | Froyo              | 20 de maio de 2010     | 8         | menos de 0,1% |
| 2.0-2.1                                                                  | Eclair             | 26 de outubro de 2009  | 5 e 7     | menos de 0,1% |
| 1.6                                                                      | Donut              | 15 de setembro de 2009 | 4         | menos de 0,1% |
| 1.5                                                                      | Cupcake            | 27 de abril de 2009    | 3         | menos de 0,1% |
| 1.0-1.1                                                                  | Petit Four ou Beta | 23 de setembro de 2008 | 1 e 2     | menos de 0,1% |
| Fonte: Dados de distribuição coletados aproximadamente em abril de 2025. |                    |                        |           |               |

Uma vez que a Google deixou de partilhar os dados de distribuição das versões de Android, a publicação 9to5Google criou uma tabela com base nos dados do SDK da Google e em ficheiros próprios e de terceiros. Esta ferramenta[ligação inativa] foi atualizada regularmente e forneceu dados de 2010 até 2020.

### Pirateamento de aplicativos
Há preocupação por parte de usuários e desenvolvedores sobre a facilidade com que aplicativos pagos podem ser pirateados. Em maio de 2012, em uma entrevista da desenvolvedora Eurogamer, os desenvolvedores do jogo Football Manager declararam que a proporção de jogadores piratas para jogadores legítimos em seu jogo era de 9:1. Porém, nem todos desenvolvedores concordam que as taxas de pirateamento são um problema grave; em julho de 2012, por exemplo, desenvolvedores do jogo Wind-up Knight disseram que as taxas de pirateamento em seus jogos eram de apenas 12%, dos quais grande parte vinha da China, onde a maioria dos usuários não pode pagar pelos aplicativos.
Em 2010 o Google lançou uma ferramenta para validar a instalação e compra de aplicativos, mas os desenvolvedores rebateram dizendo que a solução era ineficaz, insuficiente e facilmente burlada. O Google se defendeu, respondendo que a ferramenta não era para ser uma solução definitiva para a pirataria, mas uma ferramenta para auxiliar desenvolvedores de acordo com suas necessidades. Em 2012 o Google lançou outra ferramenta que permitia a encriptação de aplicativos para que somente funcionassem nos dispositivos em que foram originalmente instalados, porém, pouco tempo após o lançamento a ferramenta foi desativada devido à problemas técnicos.

## Problemas legais
Tanto o Android em si quanto fabricantes de dispositivos Android tem envolvimento em dezenas de processos envolvendo patentes. Em agosto de 2010 a empresa Oracle processou o Google alegando violação de direitos autoriais e patentes relacionadas à linguagem Java presente em seu sistema. Originalmente a Oracle pedia indenização de US$ 6,1 bilhões, mas esse valor foi revisado a pedido de um juiz federal dos Estados Unidos. Em resposta às acusações, o Google se defendeu em diversas frentes, afirmando que o Android não infringia as patentes da Oracle e que essas patentes eram inválidas. Em maio de 2012 o júri decidiu que o Google não infringia as patentes ou direitos autorais da Oracle, e que as informações utilizadas pelo Google não podiam estar sob direitos autorais.
Além dos processos diretamente contra o Google, várias "guerras por procuração" têm sido travadas contra o Android indiretamente ao focar processos nos fabricantes de dispositivos, com o efeito de desencorajar fabricantes à adotarem o Android devido aos altos custos dos processos. Tanto a Apple quanto a Microsoft processaram diversas fabricantes, sendo o caso Apple vs Samsung um dos mais importantes. Em outubro de 2011 a Microsoft declarou que havia assinado acordos de patentes com dez fabricantes de dispositivos Android, os quais se incluem a HTC e a Samsung. O acordo com a Samsung inclui, também, mais recursos para o desenvolvimento de smartphones com o Windows Phone.
O Google expressou publicamente sua frustração para o atual cenário de patentes nos EUA, acusando a Apple, Oracle e Microsoft de tentar prejudicar o Android através de litígios de patentes ao invés de tentar inovar e competir por melhores produtos e serviços. Em 2011 o Google comprou a Motorola por US$ 12,5 bilhões, o que foi visto como uma atitude defensiva visando proteger o Android, haja vista que a Motorola possuía mais de 17 mil patentes. Em dezembro de 2011 o Google comprou mais de mil patentes da IBM, também com o mesmo objetivo.

## Uso fora de smartphones e tablets

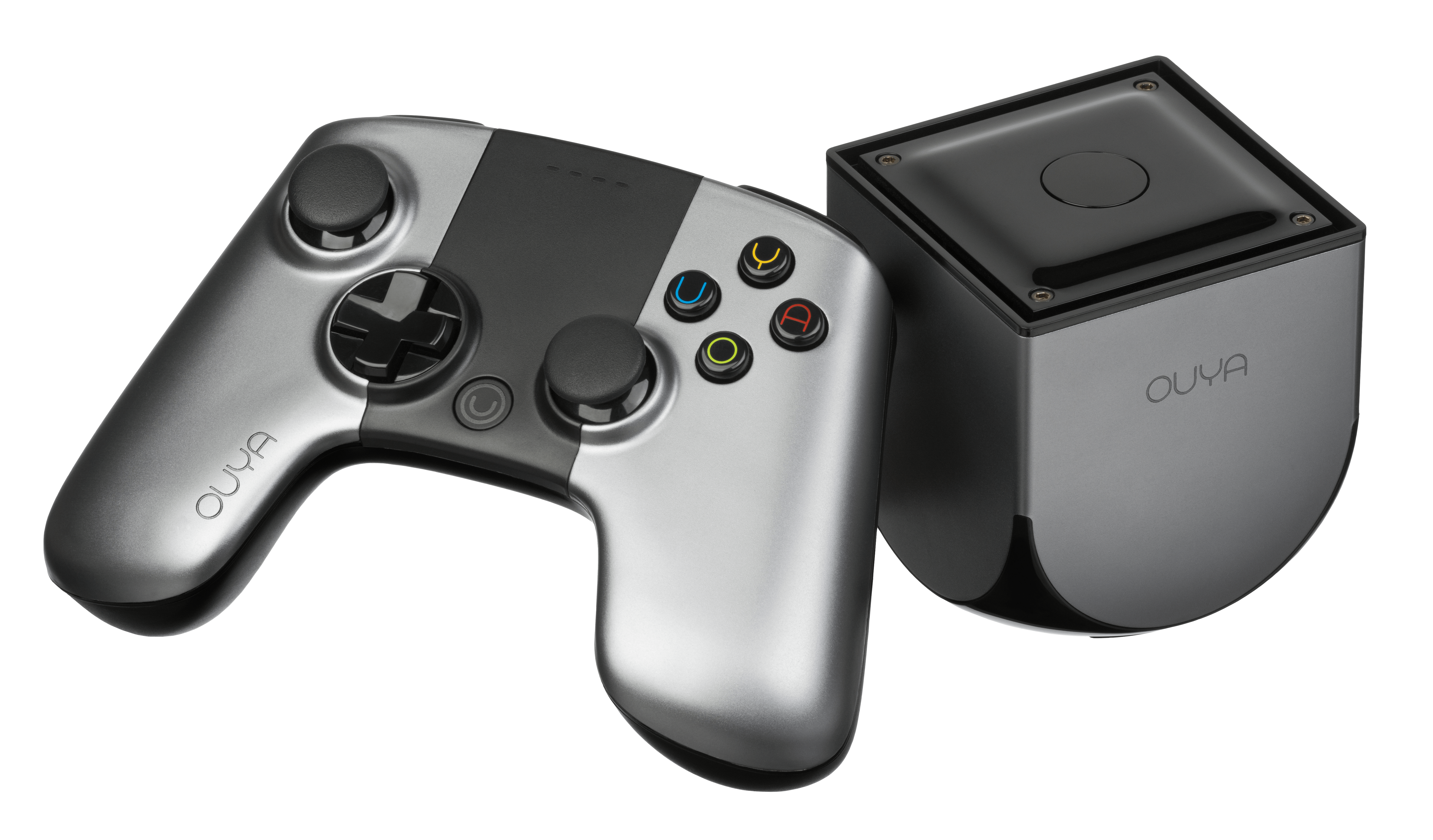
Ouya, um console de videogame que roda Android, foi uma das campanhas de crowdfunding de mais sucesso do site Kickstarter.

O fato do Android ser um sistema aberto e extremamente customizável permite que ele seja usado em outros eletrônicos além de tablets e smartphones, o que inclui netbooks, smartbooks, smart TVs (Android TV e Google TV), e câmeras (Galaxy Camera). Além destes mais usados, há também sistema Android em óculos (Google Glass), smartwatches, fones de ouvido, tocadores de CD e DVD de carros, espelhos, MP3s, telefones fixos, e consoles de videogames. Ouya, um console de videogame que roda Android se tornou uma das campanhas de crowdfunding de mais sucesso da história do site Kickstarter, arrecadando mais de US$ 8,5 milhões para seu desenvolvimento, e foi seguido por outros consoles baseados em Android, como o Project Shield da Nvidia, e o Nexus Player, console lançado pelo Google e fabricado pela Asus. Em mais uma tentativa de levar o Android a diversas plataformas, em junho de 2014 na Google I/O de 2014, foi anunciado o desenvolvimento do Android TV, que substitui a plataforma Google TV, e o Android Auto, plataforma para entretenimento em veículos automotivos.

### Wear OS
Em 18 de março de 2014 o Google anunciou o Android Wear, uma plataforma baseada em Android para dispositivos vestíveis, mais especificamente relógios de pulso inteligentes (smartwatches). Esse anúncio foi imediatamente seguido do lançamento de dois produtos: LG G Watch e o Moto 360. 

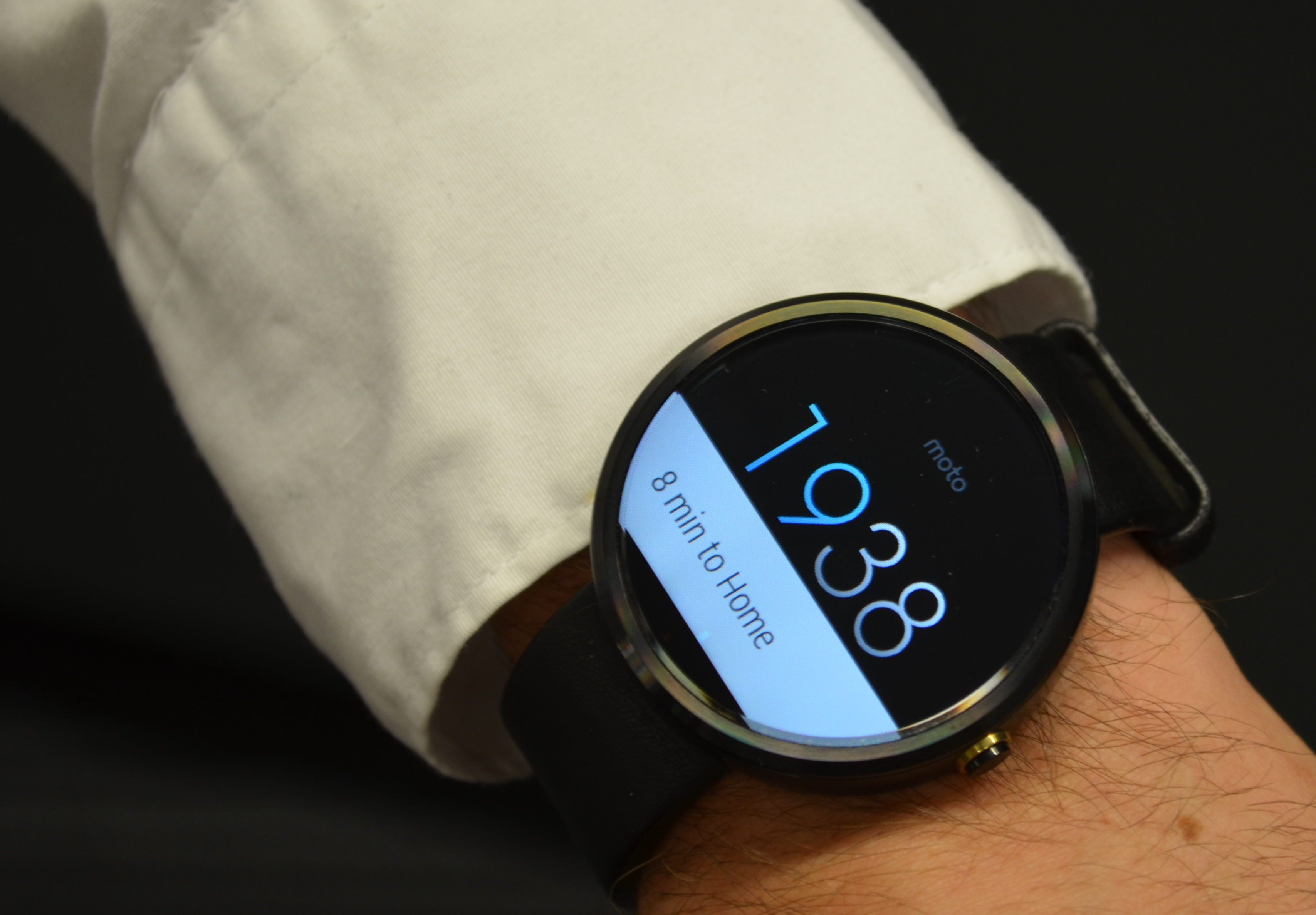
Smartwatch Moto 360 da Motorola, um dos primeiros com o novo sistema do Google.

O sistema tem como objetivo facilitar a vida do usuário, mostrando informações e respectivas respostas, sem que seja necessário retirar o smartphone do bolso. Ele é controlado por voz e por toque, através de uma tela touchscreen em formato redondo ou quadrado. Funções dos smartwatches reveladas até agora incluem sensores de movimento e luz, monitores cardíacos, pedômetros, sensores GPS, execução de músicas sem a necessidade de celular, recusar ou aceitar ligações; ler, ouvir e responder mensagens de texto; fazer buscas na internet; anotar informações, controlar a música do smartphone, entre outras. Para se utilizar de todas as funções dos dispositivos, é requerido um celular com o sistema Android com versão 4.3 ou acima. Companhias parceiras do Google no desenvolvimento da plataforma incluem Asus, Fossil, Inc., HTC, Intel, LG, MediaTek, Motorola, Qualcomm, Samsung e Sony.
Em março de 2018 o Android Wear foi rebatizado para Wear OS.

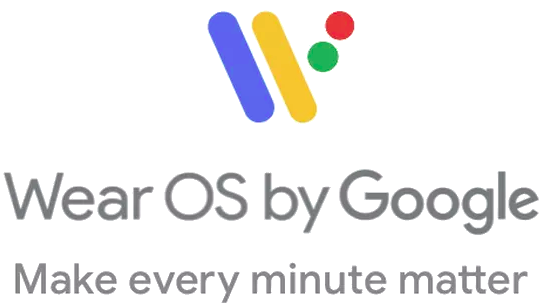
Logo do Wear OS.

Dispositivos com o sistema Android Wear lançados:
- Motorola Moto 360;[287]
- LG G Watch;[288]
- Samsung Gear Live;[289]
- ASUS ZenWatch;[290]
- Sony Smartwatch 3;[291]
- LG G Watch R;[292]
- LG G Watch Urbane;[293]
- Huawei Watch.[294]

### Android Auto
Em janeiro de 2014 na Consumer Eletronics Show (CES), o Google anunciou a formação da Open Automotive Alliance, um grupo que incluía a gigante da tecnologia e montadoras de automóveis como Audi, General Motors, Hyundai, Honda e a Nvidia, dispostos a criar sistemas de entretenimento unificados que combinassem sofisticação e segurança em uma plataforma baseada em Android.
Em junho do mesmo ano foi anunciado o Android Auto, sistema operacional desenvolvido para carros e baseado na plataforma Android. O sistema irá oferecer em uma tela no carro sistemas e aplicativos como navegação GPS, música, SMS, telefone, e pesquisas online. Poderá ser controlado tanto por botões físicos quanto por um sistema touchscreen, além do controle por voz. O sistema irá se comunicar com dispositivos Android com sistema na versão Lollipop 5.0 ou superior, e será conectado ao sistema através de um cabo USB. O usuário terá acesso ao sistema do carro, podendo indicar a velocidade do automóvel, controlar o sistema de som, e ter acesso às informações disponíveis, como nivelamento, pressão dos pneus e problemas internos do veículo.
Montadoras de veículos que terão modelos com o sistema Android Auto incluem Acura, Audi, Bentley, Chevrolet, Chrysler, Dodge, Fiat, Ford, Honda, Hyundai, Jeep, Kia, Maserati, Mitsubishi, Nissan, Renault, Subaru, Suzuki, Toyota, Volkswagen e Volvo, sendo os primeiros modelos lançados no final de 2014.

### Android TV
Anunciado junto com o Android Auto, o Android TV tem como objetivo ser o sistema padrão de smart TVs, e foi anunciado como sucessor do Google TV, plataforma lançada em 2010. O sistema é desenvolvido para ser intuitivo, e dá ênfase à sua função de pesquisa por voz. O sistema pode ser navegado através do controle remoto, do smartphone, ou do controle do console.
Foi desenvolvido para ser tanto nativo na TV, quanto adaptado através de set-top boxes, ou consoles de videogame. Dará suporte a praticamente todos os jogos da Play Store, sendo também um transmissor de conteúdo do smartphone. Foi revelado meses após seu lançamento que os aplicativos desenvolvidos para a nova plataforma passarão por um rigoroso controle de qualidade, a fim de garantir a máxima segurança e proteção na loja de aplicativos do sistema. Os parceiros do Google no desenvolvimento do novo sistema são, a um primeiro momento, Asus, Razer, Sony, Sharp e TP Vision.
O primeiro produto desenvolvido com o Android TV é o sistema de mídia Nexus Player, desenhado para funcionar tanto como plataforma de entretenimento, quanto plataforma de jogos. Foi criado pela Asus e pelo Google em conjunto, sendo lançado já com o sistema Android 5.0 Lollipop.

### Inteligência Artificial (IA)
O Google Assistente e uma Assistente Pessoal desenvolvida pelo Google, disponível em 21 línguas anunciada em Maio de 2016, como sucessora direta do Google Now para Android 6.0 ou superior ou em IOS 10 ou superior criada para ajudar em tarefas diárias do dia-a-dia.
Pagina Oficial: assistant.google.com
Alguns exemplos de funções desta Assistente Pessoal Digital são as seguintes:
- Clima (Como está o tempo?);
- Pesquisa de música (Que música é essa?);
- Música (Toque Closer de Lemaitre no Spotify);
- pesquisa (Pesquise sobre Batatas);
- Apps (Abrir WhatsApp);
- Ferramentas (Ligar lanterna);
- Sistema (desligue o Bluetooth);
- Relógio (Me acorde amanhã as 09h00);
- Calendário (Adicione um evento de reunião para amanhã as 15h35);
- Lembretes (Me lembre de alimentar o meu PET);
- Voos (Há um voo para amanhã?);
- Jogos (Vamos jogar Lucky Trivia);
- Sobre a Assistente (Você bebe água?);
- Noticias (Ver noticias na atualidade)
- Ajuda (Como Configurar o Desbloqueio com Digital?).[carece de fontes?]

### Realidade estendida (XR)
O Google anunciou o projeto Moohan e o Android XR, um sistema operacional para dispositivos de realidade estendida (XR) com integração de aplicativos e IA. O Android XR estreará em 2025 em diversos óculos/headsets do projeto Moohan (que significa "infinito"), uma parceria com a empresa Samsung Electronics.